# Condado de Perkins (Nebraska)
O Condado de Perkins é um dos 93 condados do estado norte-americano de Nebraska. A sede do condado é Grant, que é também a sua maior cidade. O condado tem uma área de 2290 km² (dos quais 3 km² estão cobertos por água), uma população de 3200 habitantes, e uma densidade populacional de 1,4 hab/km² (segundo o censo nacional de 2000). Foi fundado em 1887 e o seu nome é uma homenagem a Charles Perkins, que foi presidente da empresa ferroviária Chicago, Burlington and Quincy Railroad.